# François Joseph Thomas De Backer
Pour les articles homonymes, voir De Backer.
François Joseph Thomas De Backer, né à Geel, Belgique, le 2 mai 1812 et mort à Anvers le 7 décembre 1872, est un peintre belge, connu pour ses peintures d'histoire, ses scènes religieuses et ses scènes de genre.
Au Salon de Bruxelles de 1848, il obtient une médaille de vermeil.

## Biographie

### Famille
François Joseph Thomas De Backer, né à Geel, le 2 mai 1812, est le premier des douze enfants de Thomas Théodore De Backer (1765-1855), médecin aliéniste de renom, et de Marie Caroline Van Broeckhoven (1789-1871), mariés à Geel le 11 octobre 1810.

### Formation

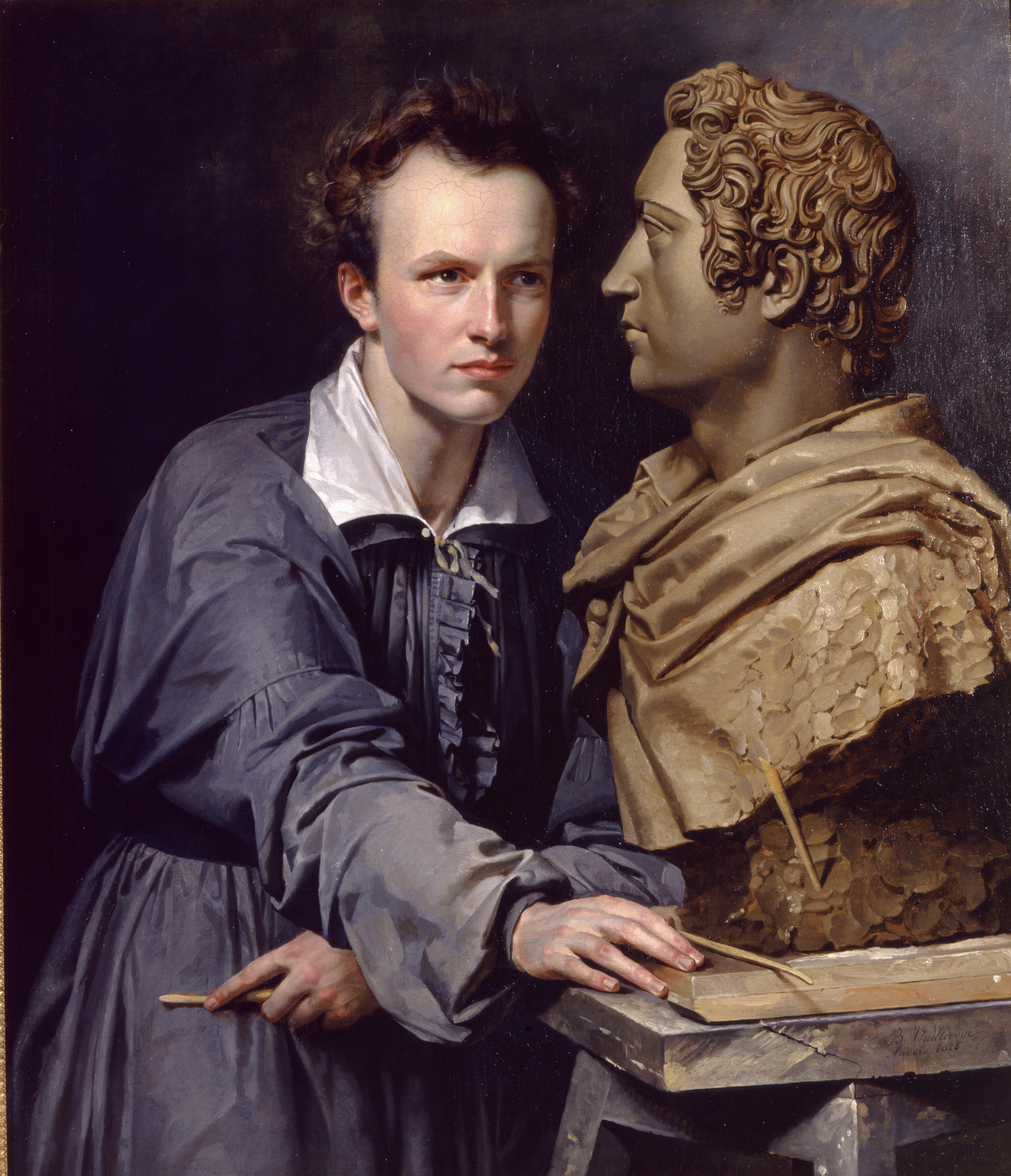
Portrait de Jean Antoine van Der Ven, sculpteur chez lequel se forme François De Backer, par Barthélemy Vieillevoye (1828).

En 1825, François De Backer commence ses études à l'Académie de dessin de Bruxelles, où il progresse rapidement. Ensuite, il étudie initialement la sculpture et se forme dans l'atelier de Gilles-Lambert Godecharle, avant d'être admis comme apprenti chez Jean Antoine van der Ven (d), sculpteur à Anvers. La Révolution belge de 1830 interrompt ses études artistiques et il revient chez ses parents qui le placent brièvement comme secrétaire auprès d'un receveur de l'enregistrement et ensuite chez un notaire.
Ces emplois administratifs ne lui convenant guère, François De Backer devient étudiant à l'Académie royale des beaux-arts d'Anvers, où il obtient le second prix en tête d'expression le 26 avril 1835, de même que le second prix l'année suivante en dessin d'après nature. Ensuite, il marque une prédilection pour la peinture et se forme auprès de Ferdinand de Braekeleer. Pour la première fois, il expose au Salon d'Anvers de 1837 et loge chez le couple Jean François Mertens et Adrienne Gerolt, Rempart des chats, avant de s'établir à la Grand-Place d'Anvers vers 1842,.

### Carrière
À partir des années 1840, il vend plusieurs œuvres, notamment Une leçon inutile à la ville de Malines et Deux Savoyards surpris par l'orage en 1845. Les amateurs aisés lui achètent volontiers ses toiles. Il obtient une médaille de vermeil au Salon de Bruxelles de 1848 pour ses deux scènes de genre : Un berger de la Campine racontant une histoire à ses deux filles et Jeune paysanne offrant l'hospitalité à un aveugle.
François Joseph Thomas De Backer meurt, célibataire, dans sa demeure à la Grand-Place d'Anvers no 34, à l'âge de 60 ans, le 7 décembre 1872. Il est inhumé au cimetière du Kiel.

## Œuvre

### Caractéristiques

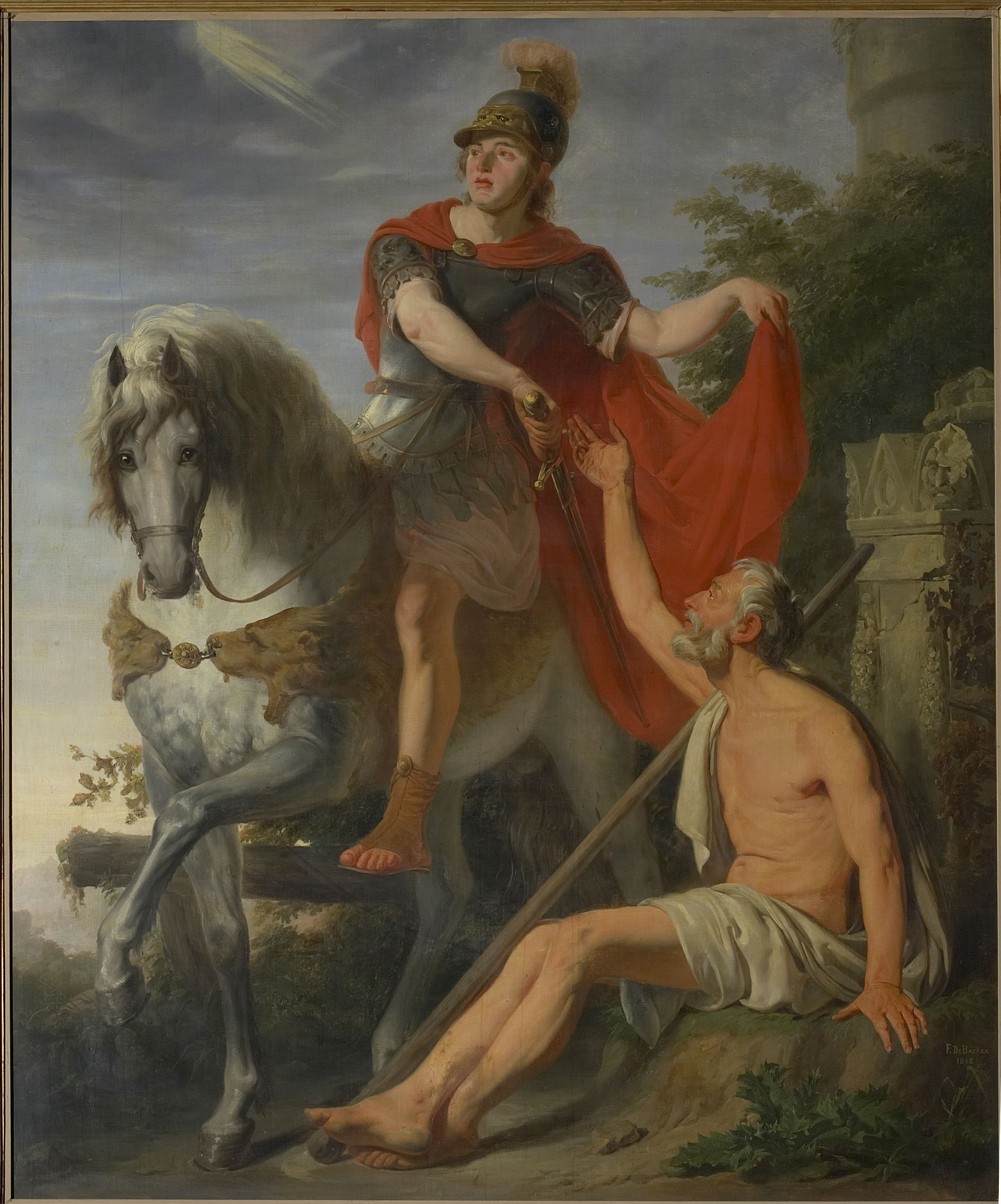
Saint Martin partageant son manteau avec un mendiant par François Joseph Thomas De Backer (1842). Photographie kikirpa.be

Son champ pictural couvre les peintures d'histoire, les scènes religieuses et les scènes de genre. Lorsqu'il expose Une famille malheureuse au Salon d'Anvers de 1843, François De Backer laisse entrevoir une  carrière plus brillante que celle menée par la suite. Une certaine timidité l'empêche d'exprimer plus hardiment ses idées plus élevées sur la toile. Son caractère discret le retient, en dépit de ses connaissances théoriques et de sa compréhension de la beauté, d'étendre ses ambitions en sollicitant des encouragements auprès de certains cercles influents.
Parfois, il accepte des commandes officielles et réalise plusieurs scènes religieuses, comme ses stations du chemin de croix (1851-1858) destinées aux églises des environs d'Anvers. La chapelle Sainte-Dymphna de Geel conserve Saint-Martin partageant son manteau avec un mendiant (1842) de François De Backer. L'église Saint-Bavon de Wilrijk est ornée par Saint Bavon implorant, des moines dans un couvent, l'admission dans leur ordre et La Mort de Saint-Bavon (1854). Le Martyre de Saint-Georges décore l'église Saint-Amand de Geel. L'église Notre-Dame de Lint conserve cinq toiles de grand format dues au pinceau de l'artiste entre 1863 et 1865 : Jésus est dépouillé de ses vêtements, Calvaire avec Marie-Madeleine, Jésus mis au tombeau, L'Assomption de Marie et Jean-Baptiste reconnaît Jésus comme le Messie,.

### Réception critique
Le quotidien Journal de la Belgique commente Le Verre de bière que François De Backer a exposé au Salon de Bruxelles de 1839 : « Ce tableau rend fort bien le sentiment de cet agréable moment de répit des moissonneurs, auquel un soleil ardent et un travail opiniâtre n'ôte pas la douce satisfaction de recueillir enfin le fruit des sueurs, l'objet des inquiétudes de toute une année »
Au Salon de Bruxelles de 1845, le critique Victor Joly juge Deux Savoyards surpris par l'orage qui montre : « Trois figures expressives (y compris le chien) et d'un sentiment vrai. Il y a bien quelque chose à redire à l'exécution, mais nous ne voulons pas décourager l'artiste qui paraît avoir de l'avenir ». Commentant la même œuvre, Eugène de Kerckhove écrit : « Ce tableau intéresse par la pensée mélancolique qui s'y reflète. Il est d'une bonne couleur, sage et harmonieuse. Le plus jeune des deux Savoyards a une charmante physionomie, pleine d'expression ; l'aîné annonce un très mauvais caractère : ses traits sont durs et contractés »
Au Salon de Bruxelles de 1848, où il a envoyé deux scènes de genre, le critique Louis Van Roy considère que, s'il se garde de la sècheresse, François De Backer a devant lui un avenir brillant, ses deux tableaux étant emplis de sentiments.

### Expositions

#### Belgique
- Salon d'Anvers de 1837 : Un repas au rendez-vous des chasseurs[12].
- Salon de Gand (XVII) de 1838 : L'Amateur de moules[13].
- Salon de Bruxelles de 1839 : Le Mangeur de moules et Le Verre de bière[14].
- Salon d'Anvers de 1843 : Une famille malheureuse[15].
- Salon de Bruxelles de 1845 : Deux Savoyards surpris par l'orage[16].
- Salon de Bruxelles de 1848 : Un berger de la Campine racontant une histoire à ses deux filles et Jeune paysanne offrant l'hospitalité à un aveugle[17].
- Salon d'Anvers de 1849 : Un berger de la Campine racontant une histoire à ses deux filles[18].
- Salon de Bruxelles de 1851 : Peintre italien dans son atelier avec sa famille et Le Christ en croix : Consummatum est[19].
- Salon d'Anvers de 1852 : Un violoncelliste et Un espionnage[20].
- Salon de Bruxelles de 1854 : Saint Bavon implorant, des moines d'un couvent, son admission dans leur ordre (tableau destiné à l'église paroissiale de Saint-Bavon à Wilrijk, près d'Anvers)[21].
- Salon d'Anvers de 1855 : Le Repos après le bain[22].
- Salon de Gand (XXIII) de 1856 : La Distraction et Une pauvre paysanne offrant l'hospitalité à un aveugle[23].
- Salon de Bruxelles de 1857 : Une faneuse, retour des champs et Léonard de Vinci au palais des Médicis à Florence[24].
- Salon d'Anvers de 1858 : Le Chroniqueur, L'Hospitalité offerte par une jeune paysanne à un pauvre aveugle conduit par son enfant, Léonard de Vinci à Florence et La dixième station, le Christ est dépouillé de ses vêtements[25].
- Salon d'Anvers de 1867 : Louable passe-temps dans la famille d'un peintre[26].

#### France
- Salon de Douai de 1846 : Descente de croix[27].

### Collection muséale
- Taxandriamuseum, à Turnhout : Prisonnier (1852), huile sur toile, inventaire no 78905, format 65 × ? cm[7].